# Anaretella acutissima
Anaretella acutissima är en tvåvingeart som beskrevs av Boris Mamaev 1998. Anaretella acutissima ingår i släktet Anaretella och familjen gallmyggor. Inga underarter finns listade i Catalogue of Life.